# Stephen Timoshenko
Stephen Timoshenko (Stepán Prokófievich Timoshenko) (10 de diciembrejul./ 22 de diciembre de 1878greg. - 29 de mayo de 1972) fue un ingeniero ucraniano-estadounidense que es considerado el padre de la ingeniería mecánica moderna. Escribió trabajos que dieron nacimiento a áreas de la ingeniería mecánica, teoría de la elasticidad y resistencia de materiales, muchos de los cuales son extensamente utilizados hoy en día. Habiendo iniciado su carrera científica en el Imperio ruso, Timoshenko emigró a Yugoslavia durante la guerra civil rusa, emigrando luego a los Estados Unidos de América.

## Biografía
Timoshenko nació en la localidad de Shpótivka, perteneciente a la Gobernación de Chernígov, actualmente Óblast de Poltava, Ucrania, que en ese momento era parte del Imperio ruso.
Estudió en el "Colegio Real" de Romny en la Gobernación de Járkov de 1889 a 1896. En dicha escuela fue compañero del futuro físico prominente Abram Ioffe.
Continuó sus estudios en la Universidad de San Petersburgo. Se graduó en 1901 y dio clases en dicha institución de 1901 a 1903. Después, trabajó en el Instituto politécnico de San Petersburgo bajo la supervisión de Víktor Kirpichiov de 1903 a 1906.
En 1907 fue enviado por un año a la Universidad de Götingen en donde trabajó bajo la supervisión de Ludwig Prandtl.
De 1907 a 1911 fue profesor del Instituto Politécnico de Kiev, donde realizó investigación de frontera en el área del "Método de Elementos Finitos" para cálculos de elasticidad; el cual se conocía en ese tiempo como Método de Rayleigh. En estos años, publicó la primera versión de su famoso libro de texto sobre resistencia de materiales.
En 1911 él firmó un referendo de protesta contra el ministro de Educación Kasso del Instituto Politécnico de Kiev. En 1911 ganó el Premio Zhukovski de la Academia Rusa de Ciencias que le ayudó a sobrevivir después de que perdiera su empleo. Posteriormente, se desplazó a San Petersburgo, donde trabajó como profesor en el Instituto Electromecánico del Instituto de Vías de San Petersburgo (1911-1917). Durante este tiempo desarrolló la "teoría de la elasticidad" y "la teoría de la deflexión de vigas". En 1918 regresó a Kiev y ayudó a Vladímir Vernadski a establecer la Academia Ucraniana de Ciencias, la más antigua academia de ciencias de todas las repúblicas socialistas soviéticas.
Después de que las tropas de Denikin tomaran Kiev en 1919, la Academia Ucraniana de Ciencias fue cerrada y Timoshenko perdió su trabajo. En 1920, después de que los bolcheviques tomaran Kiev, Timoshenko emigró a Yugoslavia, donde ocupó una cátedra en el Instituto Politécnico de Zagreb. Es recordado por dar las clases en ruso pero usando todas las palabras en croata que conocía; parece que los estudiantes conseguían entenderlo bien.
En 1922 Timoshenko emigró a los Estados Unidos donde trabajó para la compañía eléctrica Westinghouse de 1923 a 1927, después de lo cual pasaría a ser profesor de la Universidad de Míchigan, donde diseñó los primeros programas de estudios de la carrera de Ingeniería Mecánica. Sus libros de texto fueron publicados en 36 idiomas distintos. Sus primeros trabajos y libros de texto fueron escritos en ruso; hacia sus últimos años, escribiría preferentemente en inglés.
De 1936 en adelante fue profesor de la Universidad de Stanford. En 1964 emigró a Wuppertal en Alemania Occidental.
En 1957 la ASME estableció una medalla nombrada "Stephen Timoshenko" siendo él mismo la primera persona en recibirla. La medalla Timoshenko lo aupó como una autoridad reconocida mundialmente en el ámbito de la Ingeniería Mecánica y conmemoró sus contribuciones como autor y maestro. La Medalla Timoshenko es entregada anualmente por contribuciones distinguidas en la mecánica aplicada.
Además de sus libros de texto, Timoshenko escribió otros dos libros: La enseñanza de la ingeniería en Rusia y Cómo yo lo recuerdo, este último una autobiografía publicada en ruso en 1963 y traducida al inglés en 1968. Falleció en 1972 y sus restos reposan en Palo Alto, California.